# Djävulen

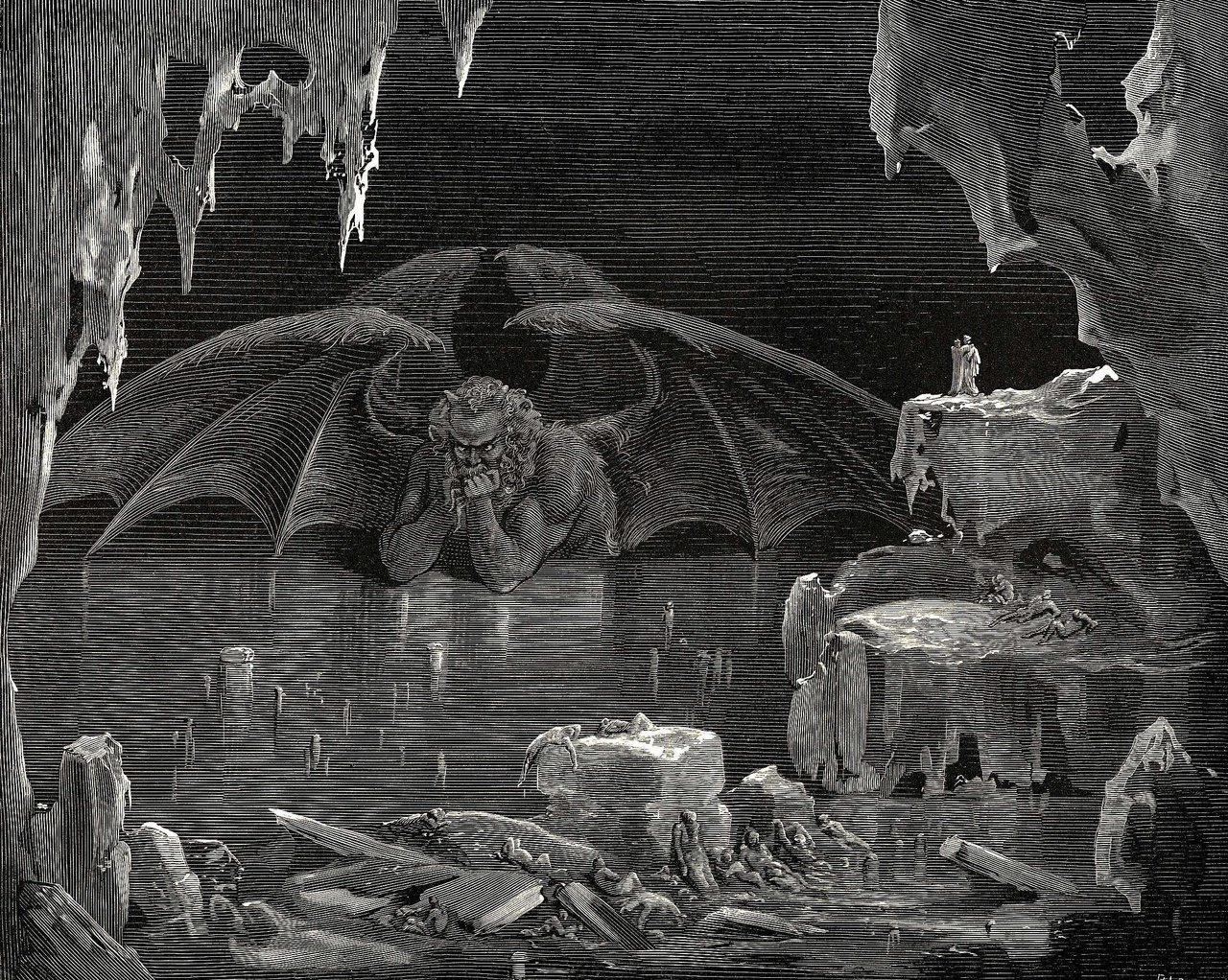
Djävulen i Gustave Dorés illustration av Den gudomliga komedin.

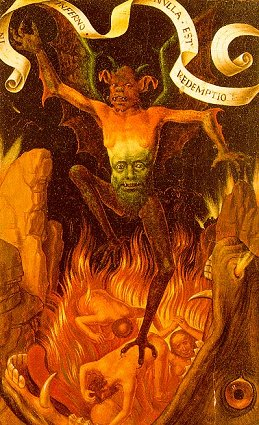
Helvetet av Hans Memling.

Djävulen (från grekiska: Διάβολος, diabolos, ”som förtalar”), eller hin onde, fan, satan,  är inom folktro och religion den personifierade onda andemakten  eller det ondas furste i tillvaron, det vill säga det ondas princip i personlig gestalt.

## Semitiskt eller persiskt ursprung
I den iranska religionen zoroastrismen ligger Ahura Mazda i ett evigt krig med den onde Ahriman, ett krig där mänskligheten bestämmer utgången av genom att välja sida. Denna dualism med satansfigur påverkade judendom efter Kyros den stores erövring av Babylon. Inom kristendomen kallas djävulen vanligen för Satan och inom islam bär samma figur namnet Iblis eller efter sin olydnad Shaitan. Exempel på tidig judisk litteratur där Anklagaren (se Jobs bok), eller ha-satan, är en ängel som tjänar under Gud.

## Kort historik av kristendomens begrepp om ondskan och den Onde

### Paulus
Paulus talar om ”mörkrets välde” (Kol 1:13), och ”herrarna i denna mörkrets värld” (Ef 6:12). Synd och död följs åt (Rom 5:12). Människorna blir slavar under synden för att sedan skördas av döden (Rom 5:21; 6:16). Ett annat ondskefullt par är köttet och världen. Köttet är i detta sammanhang ett slags sammansvärjning mot Guds vilja och skapelsens ursprungliga mål, på så vis att Paulus kan tala om ”köttets sinnelag” som är vänt mot döden. Köttet och världen betraktas som instrument som används av ”mörkrets krafter” för att förvränga och vilseleda skapelsen och människan. Därför kan Paulus säga att det inte är ”mot varelser av kött och blod vi har att kämpa, utan mot härskarna, mot makterna, mot herrarna över denna mörkrets värld, mot ondskans andekrafter i himlarymderna” (Ef 6:12). Kristus har emellertid besegrat dessa makter (Kol 2:14-15). Paulus tal om ”kosmiska makter” (Kol 2:8-20) låter oss ana en värld som skapades god, men där vissa krafter har förvrängts och vänt sig mot Gud, med katastrofala följder för skapelsen. De kosmiska makterna skulle då vara änglamakter, inte så långt från vad som i modernt vardagsspråk kallas för naturlagar (men naturligtvis också något mer än det).

### Evangelierna
Även evangelierna betraktar djävulsfiguren med största allvar.

### Det onda som koncept
En stor andel judar, muslimer och kristna föreställer sig emellertid fortfarande Satan som ondskan personifierad.

## Medeltidens bildspråk
Helvetet, Satan och djävlarna har alltid förekommit i rikligt mått i konsten och litteraturen. Ett av de verk som illustrerar den blandning av skräck och igenkännande som präglade medeltidens förhållande till det onda, är Dantes Divina Commedia och Hieronymus Boschs målningar.
I Dantes bok Den gudomliga komedin färdas författaren själv genom helvetets olika avdelningar (det finns nio) med den romerske diktaren Vergilius som sin guide. Längst ned finner han Djävulen själv, fastfrusen i evig kyla och is, men innan han nått dit har han beskrivit för läsarna om alla möjliga slags plågor och straff och presenterat en mängd demoner och andra onda väsen. Den franske konstnären Gustave Dorés illustrationer av Dantes bok är välkända. 
Boschs helvetesmålningar har gett upphov till många spekulationer – exempelvis att han intog droger och sedan målade vad han såg. Hans tavlor är överfulla av till synes ondskefulla varelser som fått formen av egendomliga missfoster, fiskar som går med krycka och mössa, nakna människor fångna i bubblor av slem, smådjävlar som sticker och pinar dem som dömts till Helvetet. Ängeln Lucifers fall från himlen finns vanligen med på Boschs tavlor, men djävulen själv är inte avbildad. Man kan i hans framställningar se hela den döende medeltidscivilisationen i ett sista ljussken innan den försvinner för alltid.

### Noaord
I svenskan finns omskrivningar (noaord) för djävul för att undvika att säga det. Det är uttryck som den fule, den gamle, den lede, den onde, den sure, hin onde, hin håle, pocker, puke (smådjävlar i helvetet; på engelska med namnet Puck), raggen, skam, Gamle Erik, Horn-Erik, Gammal-Hans, Håkan, Håken, Hans-Mattsson, Horn-Petter, Horn-Per, Röde-Petter, Svarte-Petter, Sjul (Sigurd), Gammel-Sjul med mera.

## Nutidsuppfattningen
I moderna tider har djävulsgestalten haft varierande öden och det förekommer rikliga anspelningar på djävulen i till exempel viss rockmusik, och de ungdomskulturer som formas omkring denna och liknande musik.